# María de Nati
María Díaz (Madrid, 11 de junio de 1997), más conocida como María de Nati, es una actriz española.

## Biografía
Nacida en Madrid en 1997, interpretó su primer papel en 2014 en la serie El Rey de Telecinco. Solo un año después fichó por Antena 3 para participar en El secreto de Puente Viejo en el papel de Prado Castañeda.
En 2016 interpretó el personaje de Elena en la película Que Dios nos perdone, de Rodrigo Sorogoyen. Un año más tarde, participó en las series Mónica Chef, Reinas, Apaches y Disney Cracks.
En 2018 participó en la nueva película de Rodrigo Sorogoyen, El reino, y tuvo un papel protagonista en la serie de ETB2 La víctima número 8, donde interpretó a Edurne. Además, participó en otras ficciones como La verdad de Telecinco o la primera temporada de Bajo la red para Playz. También protagonizó la serie Todo por el juego para la plataforma Movistar+.
En 2019 participó en la segunda temporada de Bajo la red y grabó la web-serie Terror.app para Flooxer, la plataforma digital de Atresmedia. Además, también tuvo un pequeño papel en la película Si yo fuera rico. En 2020 participó en uno de los episodios de la segunda temporada de Gente hablando para Flooxer y consiguió uno de los papeles secundarios de Madres. Amor y vida para Telecinco y Amazon Prime Video, interpretando a Juani Soler. Se mantuvo en el elenco secundario durante las dos primeras temporadas de la serie y ascendió al elenco principal en la tercera temporada.
En 2021 fichó por Deudas para Atresplayer Premium, interpretando a Sara. Además, se anunció su fichaje para la nueva serie de Aitor Gabilondo para Telecinco, Entrevías, que cuenta con José Coronado y Luis Zahera en su reparto. En 2021 estrenó también el largometraje El buen patrón, protagonizado por Javier Bardem y dirigido por Fernando León de Aranoa, que tuvo su preestreno en el Festival Internacional de Cine de San Sebastián.
En 2023 participó como protagonista femenina en la serie Nacho para Atresplayer interpretando a Sara Bernat y protagoniza la serie mexicana Las pelotaris 1926 junto a Claudia Salas y Zuria Vega. En 2024 estrenó la serie Tierra de mujeres con un papel secundario, en Apple TV, además de participar en las series Las abogadas para Televisión Española y ¿A qué estás esperando? para Atresplayer. A finales de 2024 estrenó la película Al otro barrio, un thriller de Mar Olid que protagoniza junto a Quim Gutiérrez y Sara Sálamo.

## Filmografía

### Televisión
| Año       | Título                     | Personaje              | Notas                                         |
| --------- | -------------------------- | ---------------------- | --------------------------------------------- |
| 2014      | El Rey                     | Pilar de Borbón (niña) | 1 episodio                                    |
| 2015      | Águila Roja                | Extra                  | 1 episodio                                    |
| 2015–2016 | El secreto de Puente Viejo | Prado Castañeda        | Elenco principal (temporada 6); 199 episodios |
| 2017      | Reinas                     | Extra                  | 1 episodio                                    |
| 2017      | Mónica Chef                | Vanesa Salazar         | Elenco principal; 17 episodios                |
| 2017      | Apaches                    | Carol                  | 1 episodio                                    |
| 2017–2018 | Disney Cracks              | Daniela                | Elenco principal; 22 episodios                |
| 2018      | La verdad                  | Marta Rivelles         | 3 episodios (recurrente)                      |
| 2018      | La víctima número 8        | Edurne Aranguren       | Elenco principal; 8 episodios                 |
| 2018–2019 | Bajo la red                | Irene Velázquez        | Elenco principal; 13 episodios                |
| 2018–2019 | Todo por el juego          | Lucrecia               | Elenco principal; 16 episodios                |
| 2019      | Terror.app                 | Elena Mangado          | Elenco principal; 6 episodios                 |
| 2019      | Circular                   | Sara de la Fuente      | Elenco principal; 5 episodios                 |
| 2020      | Gente hablando             | Hija                   | 1 episodio                                    |
| 2020      | Adentro                    | Maite                  | 1 episodio                                    |
| 2020      | Encrucijada                | María Blanco           | 1 episodio                                    |
| 2020–2022 | Madres. Amor y vida        | Juani Soler Lago       | 28 episodios (recurrente)                     |
| 2021      | Deudas                     | Sara de la Vega        | Elenco principal; 13 episodios                |
| 2022–2023 | Entrevías                  | Nata                   | 18 episodios (recurrente)                     |
| 2023      | Nacho                      | Sara Bernat            | Protagonista; 8 episodios                     |
| 2023      | Las pelotaris 1926         | Itziar «Itzi» Galarrán | Protagonista; 8 episodios                     |
| 2024      | Tierra de mujeres          | Teresa                 | 5 episodios (recurrente)                      |
| 2024      | Las abogadas               | Soledad «Sole»         | 4 episodios (recurrente)                      |
| 2024      | ¿A qué estás esperando?    | Raissa Dogo            | 8 episodios (recurrente)                      |

### Cine
| Año  | Título               | Personaje | Director                |
| ---- | -------------------- | --------- | ----------------------- |
| 2016 | Que Dios nos perdone | Elena     | Rodrigo Sorogoyen       |
| 2018 | El reino             | Nati      | Rodrigo Sorogoyen       |
| 2019 | Si yo fuera rico     | Tania     | Álvaro Fernández Armero |
| 2021 | El buen patrón       | Ángela    | Fernando León de Aranoa |
| 2024 | Al otro barrio       | Lara      | Mar Olid                |